# Słowo (album 2Tm2,3)
Słowo – czwarty album koncertowy zespołu 2Tm2,3, wydany 15 kwietnia 2018. Został nagrany w 2017 roku podczas trasy koncertowej na dwudziestolecie zespołu.

## Lista utworów[1][2]
| Nr  | Tytuł utworu                       | Długość |
| --- | ---------------------------------- | ------- |
| 1.  | „Maranatha (Szczecin)”             | 5:07    |
| 2.  | „Effatha (Warszawa)”               | 4:26    |
| 3.  | „Shema Israel (Wrocław)”           | 5:28    |
| 4.  | „Psalm 40 (Warszawa)”              | 4:56    |
| 5.  | „Shalom (Warszawa)”                | 3:58    |
| 6.  | „Magnificat (Wrocław)”             | 4:31    |
| 7.  | „List do Kościoła (Warszawa)”      | 4:26    |
| 8.  | „Królowie Cię Ujrzą (Puszczykowo)” | 4:07    |
| 9.  | „Słowo (Katowice)”                 | 5:41    |
| 10. | „Biada (Wrocław)”                  | 3:26    |
| 11. | „Miłość (Katowice)”                | 3:37    |
| 12. | „888 (Wrocław)”                    | 3:01    |
| 13. | „Nie Umrę (Katowice)”              | 4:09    |
| 14. | „Lew Hadash (Katowice)”            | 3:30    |
| 15. | „Nie Lękaj Się (Szczecin)”         | 3:31    |
| 16. | „Homilia Melitona (Puszczykowo)”   | 2:43    |
| 17. | „Jezus Jest Panem (Puszczykowo)”   | 4:38    |
|     |                                    | 1:11:15 |

## Twórcy[2]
- Dariusz Malejonek - wokal
- Tomasz Budzyński - wokal
- Robert Friedrich - wokal, gitara elektryczna
- Robert Drężek - gitara elektryczna
- Krzysztof Kmiecik - gitara basowa
- Beata Polak - instrumenty perkusyjne
- Tomasz Krzyżaniak - instrumenty perkusyjne
- Michał Wasyl - miksowanie, mastering